# Daryl Sabara
Daryl Christopher Sabara (Torrance, Califòrnia, 14 de juny de 1992) és un actor còmic estatunidenc.

## Biografia
Va començar amb la realització de l'empresa de ballet South Bay. Va començar actuant a mitjans de 1999, apareix en els episodis de Murphy Brown, Life's Work, Will & Grace, Friends, abans de ser emesos com a Juni Cortez en la pel·lícula Spy Kids, que es va publicar el 2001 i es va fer popular entre el públic pre-adolescent. Sabala va representar el paper en les dues seqüeles de la pel·lícula, estrenades el 2002 i 2003, respectivament, que també van ser un èxit en la taquilla.
Des de llavors sempre ha estat la veu de Hunter, el lleó cadell en la comèdia animada de la NBC Father of the Pride. Ha aparegut en episodis de la sèrie de televisió Weeds, House, Dr. Vegas, i va ser un dels jutges en America's Most Talented Kids. Sabara també va interpretar el personatge principal el 2004 a la versió animada de Polar express. També va actuar en la pel·lícula Keeping Up with the Steins.
Sabara actua en les pel·lícules Her Best Move, el DVD interactiu Tria la teva aventura, i "April Showers". Va interpretar a Ben en The Last Chance Detectives radiofònics, i també va aparèixer com el pinxo Wesley Rhoades en Rob Zombie Halloween.
També ha estat estrella convidada en un episodi de Friends, on Chandler accidentalment li revela que és adoptat. També va participar en The Boondocks com la veu de Butch Magnus Milosevic en l'episodi Shinin. Va aparèixer en un episodi de The Batman com Scorn, el company del dolent Ira. El personatge s'enfronta al seu germà, "Robin".

## Filmografia
| Any  | Pel·lícula                                        | Paper                  | Notes         |
| ---- | ------------------------------------------------- | ---------------------- | ------------- |
| 1999 | My Neighbors the Yamadas                          | Noburu                 | Veu           |
| 2001 | Spy Kids                                          | Juni Cortez            |               |
| 2002 | Spy Kids 2: The Island of Lost Dreams             | Juni Cortez            |               |
| 2003 | Spy Kids 3-D: Game Over                           | Juni Cortez            |               |
| 2003 | Buscant en Nemo                                   | Diversos               | Veu           |
| 2004 | Murder Without Conviction                         | James Talley (10 anys) | Telefilm      |
| 2004 | The Polar Express                                 | Heroi                  | Veu           |
| 2006 | Lolo's Cafe                                       | Mikey                  | Telefilm, veu |
| 2006 | Solace                                            | Gunther                |               |
| 2006 | Maybe It's in the Water                           | N/A                    |               |
| 2006 | Keeping Up with the Steins                        | Benjamin Fielder       |               |
| 2006 | Choose Your Own Adventure: The Abominable Snowman | Marco North            | Veu           |
| 2007 | Her Best Move                                     | Doggie                 |               |
| 2007 | Normal Adolescent Behavior                        | Nathan                 |               |
| 2007 | Halloween                                         | Wesley Rhoades         |               |
| 2009 | April Showers                                     | Jason                  |               |
| 2009 | World's Greatest Dad                              | Kyle                   |               |
| 2009 | Conte de Nadal (A Christmas Carol)                | Diversos               |               |
| 2010 | Machete                                           | Julio                  |               |
| 2011 | Worst. Prom. Ever.                                | Clark Peterson         |               |
| 2011 | Spy Kids 4: All the Time in the World             | Juni Cortez            |               |
| 2012 | John Carter                                       | Edgar Rice Burroughs   |               |
| 2012 | The Philosophers                                  | Chips                  |               |